# 10911 Ziqiangbuxi
10911 Ziqiangbuxi è un asteroide della fascia principale. Scoperto nel 1997, presenta un'orbita caratterizzata da un semiasse maggiore pari a 2,3664341 au e da un'eccentricità di 0,2140263, inclinata di 3,64657° rispetto all'eclittica.
L'asteroide è dedicato al motto cinese 自强不息S, Zi Qiang Bu XiP, che significa continuo automiglioramento, adottato dall'Università Tsinghua.